# Нижняя Коркина
Нижняя Коркина — деревня в Тугулымском городском округе Свердловской области России.

## Географическое положение
Деревня Нижняя Коркина расположена в 17 километрах к юго-западу от посёлка городского типа Тугулыма (по автодороге в 24 километрах), на правом берегу реки Пышмы.
По южной окраине деревни пролегает межрайонная автодорога Талица — Тугулым. Дорога соединяет не только районные центры, но и припышминские деревни и сёла.

## Население
| 2002 | 2010 | 2021 |
| ---- | ---- | ---- |
| 207  | ↘175 | ↘117 |